# Perdita bruneri
Perdita bruneri är en biart som beskrevs av Cockerell 1897. Perdita bruneri ingår i släktet Perdita och familjen grävbin. Inga underarter finns listade i Catalogue of Life.